# Rebellenangriff auf Inguschetien 2004
Der Rebellenangriff auf Inguschetien 2004 ereignete sich vom 21. bis 22. Juni 2004 im Rahmen des Zweiten Tschetschenienkrieges.

## Ablauf
Im Juni 2004 gab der von Moskau nicht anerkannte und im Untergrund lebende tschetschenische Präsident Aslan Maschadow ein Radiointerview, in dem er eine Änderung der Taktik bei den Separatisten ankündigte. Bald darauf griffen am 21. Juni 2004 (kurz vor dem bevorstehenden Jahrestag des deutschen Angriffs auf die Sowjetunion) tschetschenische Rebellen erneut die russische Republik Inguschetien an. Die Angriffe, bei denen nicht gesichert ist, dass sie mit dem Interview in einem Zusammenhang standen, begannen etwa um 23 Uhr MEZ. Nach Angaben des örtlichen Zivilschutzes feuerten rund 200 schwer bewaffnete Angreifer in Nasran und acht weiteren Städten und Dörfern Inguschetiens, darunter Karabulak, Sleptsowskaja und Jandare, die entlang der Fernstraße von Baku nach Rostow liegen, mit Raketen und Granatwerfern auf Polizeistationen, Posten der Verkehrspolizei und eine Kaserne von Grenzsoldaten. Allein in Nasran wurden 15 Gebäude der Regierung und der Sicherheitskräfte attackiert und dabei viele der anwesenden Polizisten, Soldaten sowie Mitarbeiter der Staatsanwaltschaft und des Inlandsgeheimdienstes FSB getötet. Dort kamen beim Sturm auf das Innenministerium und die Zentrale der Grenzpolizei auch der Innenminister der Kaukasusrepublik, Abukar Kostojew, sein Stellvertreter, der Gesundheitsminister Dschabrail Kostojew und ein UN-Mitarbeiter ums Leben. Nach etwa 7-stündigen Gefechten konnten Sicherheitskräfte die vermutlich tschetschenischen und inguschischen Angreifer zurückschlagen. Mehrere tausend Soldaten der russischen Streitkräfte wurden nach Nasran in Marsch gesetzt. Durch den Angriff, der russischerseits als reiner Terrorakt gewertet wurde, waren nach behördlichen Angaben bis 24. Juni bereits mindestens 95 Menschen gestorben und mehr als 100 verletzt worden. Ein Großteil der Getöteten (67 Personen) waren die Beamten der inguschetischen Strafverfolgungsinstanzen.
Gleichzeitig zu den Ereignissen in Inguschetien erfolgten Angriffe in der benachbarten Republik Dagestan. Nach dem Blutbad flüchteten die Angreifer in die russische Republik Tschetschenien. Bereits am 26. September 2002 war es zwischen Rebellen unter dem Kommando von Ruslan Gelajew und russischen Sicherheitskräften in dem inguschetischen Dorf Galaschki zu schweren Kämpfen mit zahlreichen Toten gekommen. Während des Überfalls haben tschetschenische Kämpfer ein großes Waffenarsenal (ca. 1200 Schusswaffen und 70.000 Munitionseinheiten) des inguschetischen Innenministeriums erbeutet. Die tödliche Attacke führte zur Absetzung von Anatoli Kwaschnin, dem Generalstabschef der Russischen Streitkräfte.